# Bank Gantrisch
Die Bank Gantrisch Genossenschaft (bis April 2011 Bank aek Genossenschaft) ist eine in der Region Schwarzenburg verankerte Schweizer Regionalbank. Sie wurde 1825 gegründet und ist in Form einer Genossenschaft organisiert. Neben ihrem Hauptsitz in Schwarzenburg in der Gemeinde Schwarzenburg verfügt die Bank über Geschäftsstellen in Guggisberg, Niederscherli, und Sangernboden.
Ihr Tätigkeitsgebiet liegt traditionell im Retail Banking, im Hypothekargeschäft und im Bankgeschäft mit kleinen und mittleren Unternehmen. 